# Provinz Casma

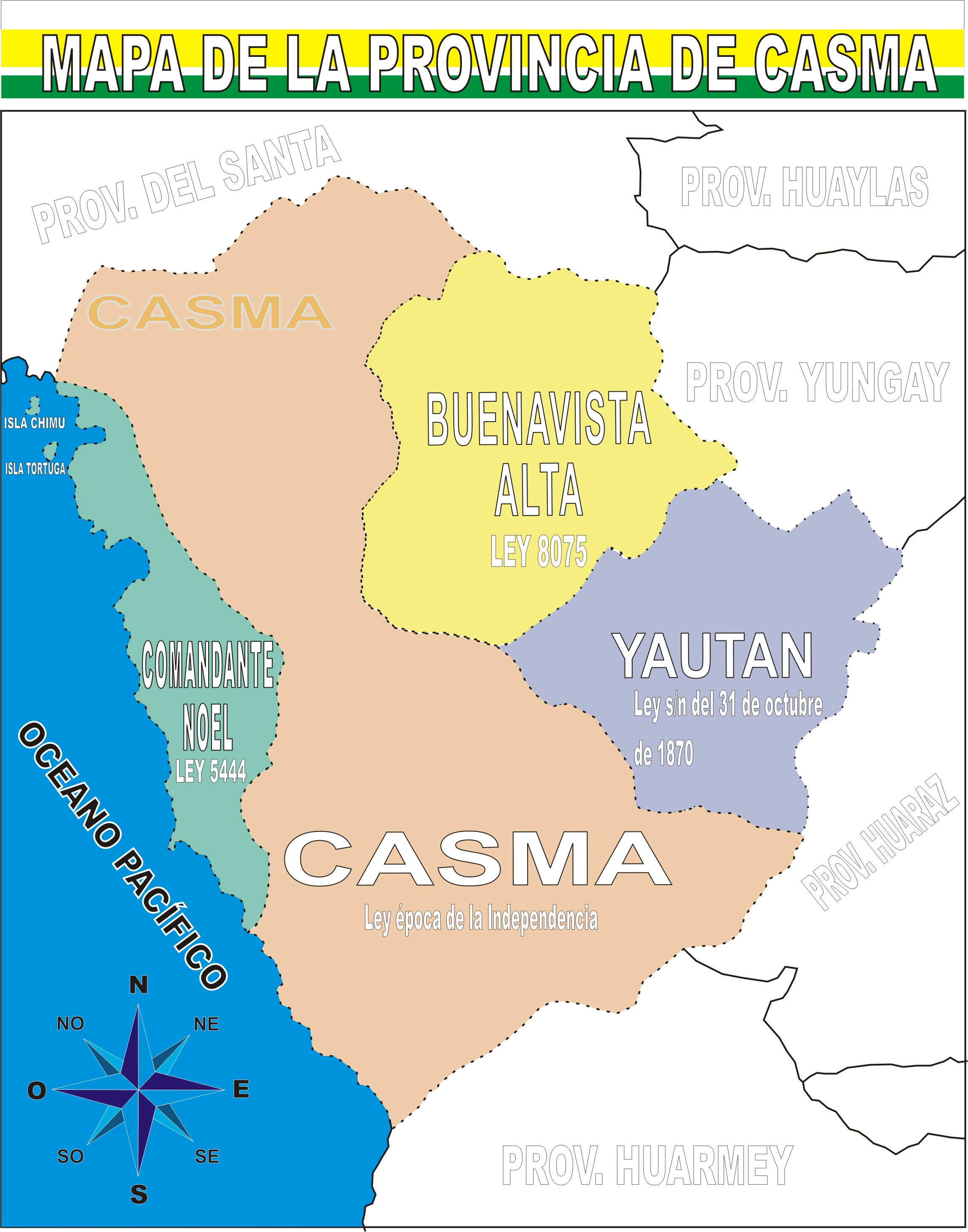
Lage der Distrikte

Die Provinz Casma ist eine der 20 Provinzen, welche die Region Ancash in Peru bilden. Die Provinz wurde am 25. Juli 1955 gegründet. In dem 2262,86 km² großen Gebiet lebten im Jahre 2017 50.989 Menschen. Im Jahr 1993 lag die Einwohnerzahl bei 35.380, im Jahr 2007 bei 42.368. Verwaltungssitz der Provinz ist der gleichnamige Ort Casma. In der Provinz gibt es mehrere archäologische Fundstätten.

## Geographische Lage
Die Provinz Casma liegt an der Pazifikküste 315 km nordnordwestlich der Landeshauptstadt Lima. Sie grenzt im Süden an die Provinz Huarmey, im Osten an die Provinzen Huaraz und Yungay und im Norden an die Provinz Santa. Das Provinzgebiet wird vom Río Casma sowie dessen rechten Nebenflüssen Río Yaután und Río Sechín durchflossen. Entlang dieser Flussläufe wird bewässerte Landwirtschaft betrieben.

## Distrikte der Provinz
Die Provinz Casma besteht aus vier Distrikten. Der Distrikt Casma ist Sitz der Provinzverwaltung.
| Distrikt        | Verwaltungssitz |
| --------------- | --------------- |
| Casma           | Casma           |
| Buenavista Alta | Buenavista Alta |
| Comandante Noel | Puerto Casma    |
| Yaután          | Yaután          |